# Pavezin
Pavezin è un comune francese di 321 abitanti situato nel dipartimento della Loira, nella regione dell'Alvernia-Rodano-Alpi.

## Società

### Evoluzione demografica
Abitanti censiti